# Aud Kari Berg
Aud Kari Berg (* 2. Juni 1976) ist eine ehemalige norwegische Radrennfahrerin.
Schon als Juniorin errang Aud Kari Berg sieben norwegische Meistertitel: im Einzelzeitfahren und im Straßenrennen auf der Straße sowie in der Einerverfolgung und im 500-Meter-Zeitfahren auf der Bahn. 1994 wurde sie skandinavische Meisterin im Mannschaftszeitfahren, gemeinsam mit Ingunn Bollerud, Monica Valvik-Valen und May Britt Hartwell.
1998 belegte Berg bei der skandinavischen Meisterschaft im Straßenrennen Rang zwei und im Einzelzeitfahren Rang drei. Im Jahr darauf wurde sie skandinavische Vizemeister im Einzelzeitfahren. 2000 und 2001 wurde sie norwegische Straßenmeisterin.